# Hittman
Brian Bailey (Los Angeles, 1974), beter bekend als Hittman, is een Amerikaanse rapper en songwriter. In de jaren 1998-2001 gold hij binnen het Amerikaanse rapcircuit als aanstormend talent en werd hij de protegé van Dr. Dre, die hem liet debuteren op diens album The Chronic 2001. Hittman werd een grote toekomst toegedicht, maar in 2001 verliet hij de platenmaatschappij Aftermath Records zonder een album uit te brengen. Zijn bekendste hit is « Last Dayz » uit 2000.

## Biografie
De artiestennaam Hittman zou een afkorting zijn van de zin: Highly Intense Tongue Talents Make All Nervous. Hittman was - na Snoop Dogg - de nieuwste protegé van Dr. Dre, maar hij kon geen album afwerken met Dre door Dre's drang naar perfectie. Hittman verliet aftermath. Er bestaan wel bootlegs met tracks die bedoeld waren voor Hittmans debuut.

## Discografie

### Albums
| Jaar 1e Druk | Album            | Label(s)                           |
| Jaar 1e Druk | Naam             | Label(s)                           |
| ------------ | ---------------- | ---------------------------------- |
| 2005         | Hittmanic Verses | Sickbay Records, L.A. Hill Records |

### Hitnotering
| Single met eventuele hitnotering(en) in de Nederlandse Top 40 | Datum van verschijnen | Datum van binnenkomst | Hoogste positie | Aantal weken | Opmerkingen                                                     |
| ------------------------------------------------------------- | --------------------- | --------------------- | --------------- | ------------ | --------------------------------------------------------------- |
| Last Dayz                                                     | 1999                  | 25-03-2000            | 19              | 13           | Bijdrage op B-Kant van single « Forgot about Dre » van Dr. Dre. |

### Gastoptredens
| Jaar | Titel                                                                                          | Muziekstuk (Album of Single) | Afkomstig van Album/LP/EP | Artiest/Groep |
| ---- | ---------------------------------------------------------------------------------------------- | ---------------------------- | ------------------------- | ------------- |
| 1999 | Ho's A Housewife met Dr. Dre & Kurupt                                                          | -                            | Tha Streetz Iz A Mutha    | Kurupt        |
| 1999 | Xxplosive met Dr. Dre, Nate Dogg, Kurupt & Six-Two                                             | -                            | The Chronic 2001          | Dr. Dre       |
| 1999 | Big Ego's met Dr. Dre                                                                          | -                            | The Chronic 2001          | Dr. Dre       |
| 1999 | Light Speed met Dr. Dre                                                                        | -                            | The Chronic 2001          | Dr. Dre       |
| 1999 | Let's Get High met Dr. Dre, Kurupt & Ms. Roq                                                   | -                            | The Chronic 2001          | Dr. Dre       |
| 1999 | Bitch Niggaz met Dr. Dre, Snoop Dogg & Six-Two                                                 | -                            | The Chronic 2001          | Dr. Dre       |
| 1999 | Murder Ink met Dr. Dre & Ms. Roq                                                               | -                            | The Chronic 2001          | Dr. Dre       |
| 1999 | Some L.A. Niggaz met Dr. Dre, MC Ren, Time Bomb, Defari, Xzibit, King T, Knoc-turn'al & Kokane | -                            | The Chronic 2001          | Dr. Dre       |
| 1999 | Housewife met Dr. Dre, & Kurupt                                                                | -                            | The Chronic 2001          | Dr. Dre       |
| 1999 | Ackrite met Dr. Dre                                                                            | -                            | The Chronic 2001          | Dr. Dre       |
| 1999 | Bang Bang met Dr. Dre, Knoc-turn'al & Eminem                                                   | -                            | The Chronic 2001          | Dr. Dre       |
| 2000 | The Take Over met Black-C & Louie Loc                                                          | -                            | 14 Kt. Dreams             | Mr. Kee       |
| 2004 | Watch Out met Knoc-Turn'al                                                                     | -                            | The Way I Am              | Knoc-Turn'al  |
| 2008 | Frontpage Stardom met Dr Dre & Eminem                                                          | -                            | Compton Legend            | Dr. Dre       |

- Library of Congress Control Number: no2013088630
- MusicBrainz: fb92ed16-0b0d-409b-99d3-f939422fda07
- Nationale Bibliotheek van Tsjechië: xx0178206
- Virtual International Authority File: 305204510
- WorldCat: E39PBJdGFVgGrFrvRRK3Qy8XBP